# Engel de Ruyter
Engel Michielszoon de Ruyter (* 2. Mai 1649 in Vlissingen; † 27. Februar 1683 in Amsterdam) war ein niederländischer Vizeadmiral und Baron. 

## Kindheit und Jugend
Engel de Ruyter entstammte der Ehe des niederländischen Admirals Michiel de Ruyter und dessen zweiter Frau Kornelia „Neeltje“ Engels, die im Jahr nach der Geburt verstarb. Die dritte Frau des Admirals, Anna van Gelder, nahm ab 1652 die Mutterrolle ein.
1664 nahm Engel de Ruyters Vater den Fünfzehnjährigen erstmals mit auf eine Seereise. Die Reise führte ihn auf dem Flaggschiff De Spiegel nach Algiers und Spanien, wo die nordafrikanischen Kaper eingedämmt werden sollten. Von Oktober 1664 bis August 1665 begleitete er seinen Vater nach Westafrika, in den Golf von Guinea und in die Karibik, wo dessen Flotte aus zwölf Kriegsschiffen und einem Tender die niederländischen Handelsinteressen gegen die Engländer verteidigen sollte. Dabei erhielt er das Kommando über eine Kompanie Soldaten.

## Karriere in der niederländischen Marine
Im Jahr 1666 wurde de Ruyter zum Seekadett befördert und nahm im August an der Seeschlacht bei North Foreland teil. Im Juni 1667 war er während des Überfalls im Medway Luitenant-Commandeur unter Willem van der Zaen auf der Hollandia.
Im Frühjahr 1668 wurde er von der Admiralität Amsterdam zum außerordentlichen Kapitän auf der Wapen van Leyden befördert, mit der er in diplomatischer Mission nach England geschickt wurde. Für die Teilnahme an einer Operation gegen Algier wurde er mit einer Goldkette mit Gedenkpfennig ausgezeichnet. Ordentlicher Kapitän wurde er 1671 auf der Stadt en Lande, später auf der Osterwyk und in 1672 auf der Deventer, mit der er an der Seeschlacht in der Solebay teilnahm. Dabei segelte er mit den Brandern und erlitt eine Verwundung an der Brust durch einen großen Splitter, nach der er 2–3 Tage lang kaum sprechen konnte. 
Das Jahr 1672 gilt in der niederländischen Geschichte als Rampjaar (Katastrophenjahr); England, Frankreich und die Bistümer Köln und Münster marschierten in die südlichen und östlichen Landesteile ein. De Ruyter führte in dieser Zeit als Major eine Einheit Matrosen im Dienst des Heeres.
In 1673 war er Kapitän der Waasdorp, mit der er in den Seeschlachten des  Dritten Englisch-Niederländischen Kriegs kämpfte, und wurde im Oktober zum Schout-bij-nacht von Amsterdam ernannt (der niedrigste der drei in den Niederlanden damals gebräuchlichen Admiralsränge). 1675 geleitete er Handelsschiffe aus dem Mittelmeer nach den Niederlanden und kämpfte 1676 im Nordischen Krieg auf Seiten der Dänen gegen die Schweden.
1678 nahm er unter Cornelis Evertsen an Kämpfen gegen Frankreich teil und wurde Vizeadmiral von Holland und West-Friesland.

## Privatleben
Nachdem Engels Vater Michiel de Ruyter für seine Verdienste in den Adelsstand erhoben worden war, erbte Junker Engel nach dessen Tod dessen Titel. Den Titel eines Herzogs lehnte er ab, führte jedoch den eines Barons.
Ab 1679 fuhr Engel de Ruyter nicht mehr zur See. In 1680 erwarb er einen Landsitz in Breukelen, den er De Ruytervegt nannte (heute: Boom en Bosch). 1681 beauftragte er den Amsterdamer Prediger und Schriftsteller Gerard Brandt mit einer Biografie seines Vaters Michiel de Ruyter, die 1687 erschien.
Engel de Ruyter starb 1683 unverheiratet und kinderlos im Alter von 33 Jahren, möglicherweise an den Folgen seiner Verwundung.